# Hry lásky šálivé
Hry lásky šálivé jsou česká filmová komedie z roku 1971 natočená režisérem Jiřím Krejčíkem podle vlastního scénáře. Tvoří ji dvě povídky Arabský kůň a Náušnice na náměty Boccacciova Dekameronu a Heptameronu Markéty Navarrské.

## Děj filmu

### Arabský kůň
Příběh se odehrává ve Florencii 14. století. Messer Francesco Vergellesi, bohatý měšťan, je přesvědčen o naprosté věrnosti své krásné manželky Sandry. Když je jmenován podestou v Miláně, potřebuje reprezentativního arabského koně. Ten patří Ricciardovi, známému florentskému svůdci, který ale zvíře odmítá prodat. Nabídne však, že koně daruje, pokud mu Francesco dovolí strávit čtvrthodinu s jeho ženou při otevřených dveřích. Francesco, plně přesvědčen o manželčině ctnosti, souhlasí. Sandra nejprve s obchodem váhá, ale nakonec svolí k rozhovoru s Ricciardem. Ten ji svými slovy okouzlí, a poté, co Francesco odjíždí do Milána, se Sandra s Ricciardem začne tajně scházet. Přestože Francesco věřil, že vše má pod kontrolou, jeho lakomství a sebejistota vedly k tomu, že svou ženu vlastně přímo vydal do Ricciardových rukou.

### Náušnice
Druhý příběh se odehrává u postaršího šlechtického páru. Šlechtic je znuděný a odcizený své manželce. Do domácnosti přichází nová služebná, která v šlechtici vzbudí milostné choutky. Přes svou snahu však u služky neuspěje. Služebná vše sdělí paní domu, která vymyslí lest: vymění si v noci se služebnou místa v jejím pokoji, aby se s manželem pomilovala sama, a přitom jej přesvědčila, že jde o služku. Šlechtic se však v noci necítí dobře a pošle místo sebe sluhu, kterému se služebná také líbí. K nechtěnému sblížení tedy dojde mezi sluhou a šlechtičnou, což vede k nečekanému výsledku. Po několika měsících se manželský pár, dlouho bezdětný, konečně dočká dítěte, ovšem pán domu nemá tušení, že otcem je sluha.

## Obsazení
- Miloš Kopecký – messer Francesco Vergellesi
- Božidara Turzonovová – Sandra, Francescova manželka
- Jozef Adamovič – Ricciardo Minutolo, mluví Eduard Cupák
- Jan Přeučil – císařský kurýr
- Ilona Jirotková – komorná Bianca
- Rudolf Chromek – klenotník
- Gustav Opočenský – krejčí
- Eva Bezděková – šlechtična
- Jaroslav Blažek – šlechtic
- Josef Chvalina – šlechtic
- Emil Rohan – šlechtic
- Jiří Vašků – šlechtic
- Oldřich Velen – šlechtic
- Jiří Bartoška – sluha
- Daniela Pokorná – služka
- Pavel Rímský – sluha
- Svatopluk Skopal – sluha
- Pavel Trávníček – sluha
- Kostas Zerdaloglu – sluha

- Jiří Sovák – hrabě
- Slávka Budínová – hraběnka
- Magda Vášáryová – komorná
- Pavel Landovský – sluha